# Ngô Thuyên Tự
Ngô Thuyên Tự (tiếng Trung: 吴铨叙; bính âm: Wu Quanxu; sinh năm 1939) là Thượng tướng Quân Giải phóng Nhân dân Trung Quốc (PLA). Ông từng giữ chức vụ Ủy viên dự khuyết Ban Chấp hành Trung ương Đảng Cộng sản Trung Quốc khóa XV, XVI, Phó Tổng Tham mưu trưởng Quân Giải phóng Nhân dân Trung Quốc từ năm 1995 tới năm 2004.

## Thân thế và binh nghiệp
Ngô Thuyên Tự sinh tháng 4 năm 1939 tại Thường Thục, tỉnh Giang Tô.
Tháng 7 năm 1954, Ngô Thuyên Tự nhập ngũ, theo học tại Trường Pháo binh Thẩm Dương. Tháng 6 năm 1956, Ngô Thuyên Tự gia nhập Đoàn Thanh niên Chủ nghĩa Tân Dân chủ Trung Quốc (nay là Đoàn Thanh niên Cộng sản Trung Quốc). Tháng 10 năm 1956, ông tốt nghiệp Trường Pháo binh Thẩm Dương, giáo dục Cao đẳng. Tháng 7 năm 1959, ông gia nhập Đảng Cộng sản Trung Quốc.
Tháng 3 năm 1961, Ngô Thuyên Tự bắt đầu đảm các chức vụ Tham mưu trinh sát Bộ tư lệnh Trung đoàn Pháo binh, Tham mưu Tác huấn; Liên đội trưởng; Tham mưu Bộ tư lệnh Sư đoàn; Phó chủ nhiệm phòng Pháo binh Sư đoàn và Khoa trưởng Khoa Tác huấn Bộ tư lệnh Sư đoàn.
Tháng 5 năm 1976, Ngô Thuyên Tự bắt đầu đảm nhiệm các chức vụ Phó trung đoàn trưởng, Trung đoàn trưởng; chuyên gia chiến thuật Tiểu đoàn Trung đoàn kiêm Phó tổ trưởng tổ chuyên gia quân sự tại Cộng hòa Zaire (nay là Cộng hòa Dân chủ Congo). Trở về nước ông được phân công đảm nhiệm chức vụ Tham mưu trưởng Sư đoàn Pháo binh 9; Sư đoàn trưởng Sư đoàn 2, Tập đoàn quân 1 và Tham mưu trưởng Tập đoàn quân 1.
Tháng 7 năm 1983, Ngô Thuyên Tự được tuyển chọn theo học Ban chỉ huy cao cấp tại Học viện Quân sự Quân Giải phóng Nhân dân Trung Quốc. Tháng 7 năm 1985, Ngô Thuyên Tự được bổ nhiệm giữ chức vụ Chính ủy Tập đoàn quân 1, Quân khu Nam Kinh. Tháng 6 năm 1990, ông được phân công giữ chức Tư lệnh Tập đoàn quân 1.
Ngày 4 tháng 11 năm 1992, Ngô Thuyên Tự được bổ nhiệm làm Trợ lý Tổng Tham mưu trưởng Quân Giải phóng Nhân dân Trung Quốc. Ngày 20 tháng 7 năm 1995, Ngô Thuyên Tự được thăng chức Phó Tổng Tham mưu trưởng Quân Giải phóng Nhân dân Trung Quốc. Tháng 7 năm 1996, Ngô Thuyên Tự kiêm nhiệm chức vụ Ủy viên Ủy ban Học vị Quốc vụ viện Trung Quốc. Tháng 6 năm 1997, Ngô Thuyên Tự được giao kiêm nhiệm chức vụ Chủ nhiệm Ủy ban Học vị Quân Giải phóng Nhân dân Trung Quốc.
Ngày 11 tháng 6 năm 2004, Ngô Thuyên Tự được miễn nhiệm chức vụ Phó Tổng Tham mưu trưởng.

## Lịch sử thụ phong quân hàm
| Quân hàm |             |             | Thượng tướng |  |  |  |  |  |  |  |  |
| Cấp bậc  | Thiếu tướng | Trung tướng | Thượng tướng |  |  |  |  |  |  |  |  |
|          |             |             |              |  |  |  |  |  |  |  |  |